# شهرستان جویبار
شهرستان جویبار یکی از شهرستان‌های استان مازندران ایران است. مرکز این شهرستان شهر جویبار است.
این شهرستان در تاریخ ۷ اردیبهشت ۱۳۷۶ از شهرستان قائم‌شهر جدا شد و مستقل گردید.

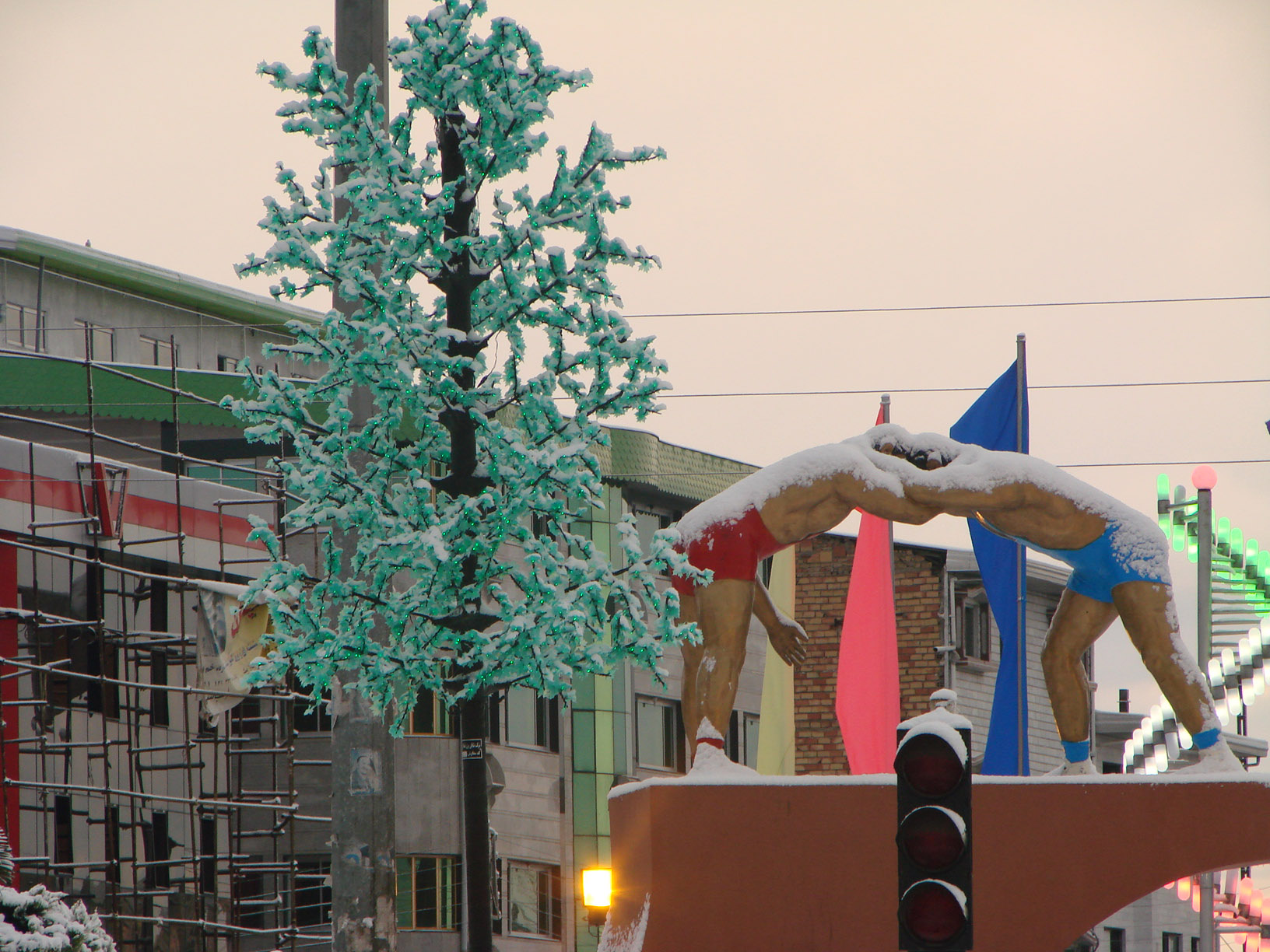
میدان کشتی

علاوه بر کشتی‌گیران مطرح، جویبار در رشته‌ی فوتبال هم نام‌آورانی دارد از جمله: علی نظری جویباری،  محمود فکری و شهاب گردان و محمد جواد حسین نژاد

## ورزشی
شهرستان جویبار نیز کشتی گیران زیادی و معروف و نامداری دارد مانند حسن یزدانی و رضا یزدانی، برادران عالی،برادران واگذاری،اسماعیل پور.عزت اله اکبری، و دیگر کشتی گیران ریز و درشت.این شهرستان به شهر کشتی ا مهد کشتی یا پایتخت کشتی ایران لقب دارد و مقام های زیادی را در کشتی برای کشورمان کسب کرده اند. این شهر نیز در ورزش فوتبال فوتبالیست هایی مانند: علی نظری جویباری ، محمود فکری ، شهاب گردان ، محمد جواد حسین نژاد ، مهدی مومنی ، محمد رضا رئوفی منش و امیر رضا افسرده نیز دارد. این شهر نیز یکی از پر افتخار ترین شهر های ایران و استان مازندران است.

## جغرافیا
مختصات جغرافیایی آن ۴۷٬۵۲ تا ۵۸٬۵۹٬۵۲ طول شرقی از نصف النهار مبدأ و ۳۳٬۳۶ تا ۴۷٬۳۶ عرض شمالی است. حدود آن از شمال به دریای مازندران از جنوب به شهرستان قائمشهر از شرق به شهر ساری و از طرف غرب به شهرستان بابلسر می‌رسد.
رودخانه سیاهرود از میان این شهرستان عبور کرده و به دریای مازندران می‌ریزد.
شهرستان جویبار در حال حاضر به عنوان پایتخت کشتی جهان شناخته می‌شود
از کشتی گیران مدال آور متولد جویبار می‌توان رضا یزدانی ،حسن یزدانی، کامران قاسم‌پور ،محمد نخودی ،کمیل قاسمی، امیرمحمد یزدانی، عزت‌الله اکبری ،مهدی حاجی‌زاده ،مسعود اسماعیل‌پور ،ایمان صادقی نام برد.

## تقسیمات کشوری

### پیشینه تقسیماتی
شهرستان جویبار پیشتر بخشی از شهرستان قائم‌شهر بود و در سال ۱۳۷۶ به شهرستان تبدیل شد. طبق تقسیمات کشوری سال ۱۳۷۷ دارای دو بخش گیل‌خوران و مرکزی و ۴ دهستان بوده‌است.

### تقسیمات کنونی
شهرستان جویبار دارای ۳ بخش، ۶ دهستان و ۲ شهر به شرح زیر است:

### شهرستان جویبار
| بخش      | مرکز بخش | جمعیت بخش ۱۳۹۵ | نام دهستان  | مرکز دهستان   | جمعیت دهستان ۱۳۹۵ | شهر             | جمعیت شهر ۱۳۹۵  |
| -------- | -------- | -------------- | ----------- | ------------- | ----------------- | --------------- | --------------- |
| مرکزی    | جویبار   | ۵۴٬۸۱۹ نفر     | سیاهرود     | گلیرد         | ۱۳٬۷۱۴ نفر        | جویبار          | ۳۲٬۹۲۴ نفر      |
| مرکزی    | جویبار   | ۵۴٬۸۱۹ نفر     | حسن‌رضا      | شیب آب‌بندان   | ۸٬۱۸۱ نفر         | جویبار          | ۳۲٬۹۲۴ نفر      |
| گیل‌خوران | کوهی‌خیل  | ۱۲٬۲۱۰ نفر     | چپکرود غربی | انارمرز       | ۵٬۱۳۰ نفر         | کوهی‌خیل         | ۲٬۲۴۲ نفر       |
| گیل‌خوران | کوهی‌خیل  | ۱۲٬۲۱۰ نفر     | چپکرود شرقی | کردکلا        | ۴٬۸۳۸ نفر         | کوهی‌خیل         | ۲٬۲۴۲ نفر       |
| لاریم    | لاریم    | ۱۰٬۵۴۷ نفر     | لاریم شمالی | پایین زرین‌کلا | ۶٬۹۲۶ نفر         | *************** | *************** |
| لاریم    | لاریم    | ۱۰٬۵۴۷ نفر     | لاریم جنوبی | ایزدخیل       | ۳٬۶۲۱ نفر         | *************** | *************** |

## تاریخ
گمان می‌رود اجتماع اولیه مردم در شهرستان جویبار به دوران صدر اسلام بازگردد؛ ولی اولین مدرک و نشانه از جویبار در کتاب سهمی، نویسنده تاریخ جورجان که در اواخر قرن چهارم و اوایل قرن پنجم زندگی می‌کرد در صفحه ۴۸۸ در مورد یک شخصیت علمی و فقهی برجسته با نام یعقوب تن بلائی از دهستان گیل‌خواران (نام قدیمی جویبار) نوشته شده‌است. تاریخ مرگ این فرد ۲۹۲ هجری ذکر شده‌است. این شهر در دوره‌های مختلف تاریخ از شهرهای کلیدی طبرستان بوده‌است.
در سال ۱۳۱۰ در دورهٔ پهلوی به دست شخصی از ارامنه تبار (معروف به یبرم ارمنی) یک کارخانه پنبه پاک کنی ساخته شد که در ۱۳۱۲ رضا شاه پهلوی در سفر خود به این شهرستان این کارخانه را خریداری و آن را گسترش می‌دهد که از جمله موارد گسترش آن تهیه یک دستگاه مولد برق بود که در آن زمان برق شهر را نیز تأمین می‌کرد (به گفته موی سپیدان) که می‌توان گفت این کار اولین سنگ بنای شهر جدید جویبار بود. هم‌زمان با آن تأسیس ژاندارمری و مخابرات با مرکز تلفن مغناطیسی به این امر کمک کرد.

## مردم

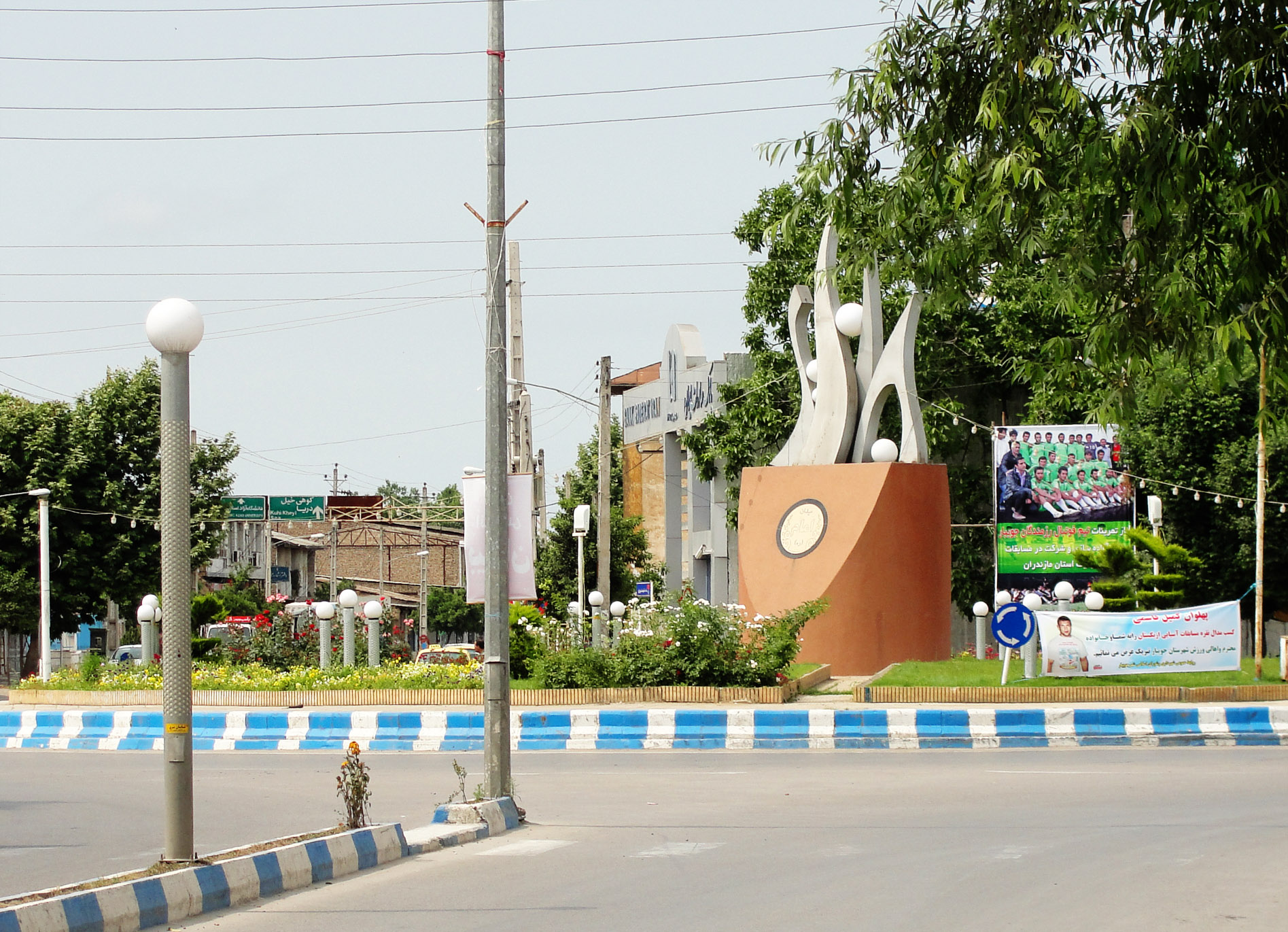
میدان امام (سپاه)

جمعیت این شهرستان طبق سرشماری نفوس و مسکن سال ۱۳۹۵، ۸۳٬۹۸۸ نفر بوده که متشکل از ۲۵٬۲۷۸ خانوار است.
در سال ۱۳۸۸ در این شهرستان در حدود ۱۷۵ واحد آموزشی در مقاطع مختلف تحصیلی در حال آموزش به ۱۳۰۰۰ دانش آموز می‌باشند.
مردم جویبار به زبان مازندرانی صحبت می‌کنند و مردم این منطقه به این سخن می‌گویند.

## مراکز آموزشی و درمانی

### دانشگاه آزاد اسلامی
این دانشگاه در سال ۱۳۸۱ تأسیس شد. بیش از ۲۰۰۰ دانشجو در سطوح کاردانی و کارشناسی در این دانشگاه مشغول به تحصیل می‌باشند.

### دانشگاه پیام نور
این دانشگاه در سال ۱۳۸۴ تأسیس شد و از سال ۱۳۸۶ پذیرش دانشجو در آن آغاز شده‌است. در حدود ۳۰۰ دانشجو در این دانشگاه مشغول به تحصیل می‌باشند.

### بیمارستان عزیزی
این بیمارستان که بیشتر بیمارستانی دانشگاهی، درمانی شناخته می‌شود، در سال ۱۳۷۵ در زمینی به مساحت یک هکتار و ۲۵۰ متر با ظرفیت ۲۵ تخت ثابت ساخته شده‌است و تنها بیمارستان این شهرستان می‌باشد.
بیمارستان فوق تخصصی شهید فکوری
از بیمارستان‌های مجهز کشور بوده که به‌طور خصوصی بنا گردیده و دارای تجهیزات مدرنی است و در علم پزشکی از روش‌های نوین درمان بهره می‌برد.

## مراکز تاریخی و تفریحی

ساختمان فرمانداری

در شهرستان جویبار تاکنون ۲۰ اثر تاریخی در فهرست آثار ملی کشور به ثبت رسیده‌است. ۱۱ تپه تاریخی با قدمت هزاره اول پیش از میلاد، محوطه باستانی انبارسر، تکایای چهل‌تن، بیزکی، کردکلا، امام‌زاده حبیب‌الله، سقاتالار بیزکی، پل جمعه بازار و سیکاپل از جمله این آثار باستانی ثبت شده می‌باشند.

### سواحل چپکرود
سواحل چپکرود به طول ۱۸ کیلومتر از بکرترین سواحل در استان مازندران محسوب می‌شود. این سواحل دارای چند طرح سالم‌سازی دریا نیز می‌باشد.

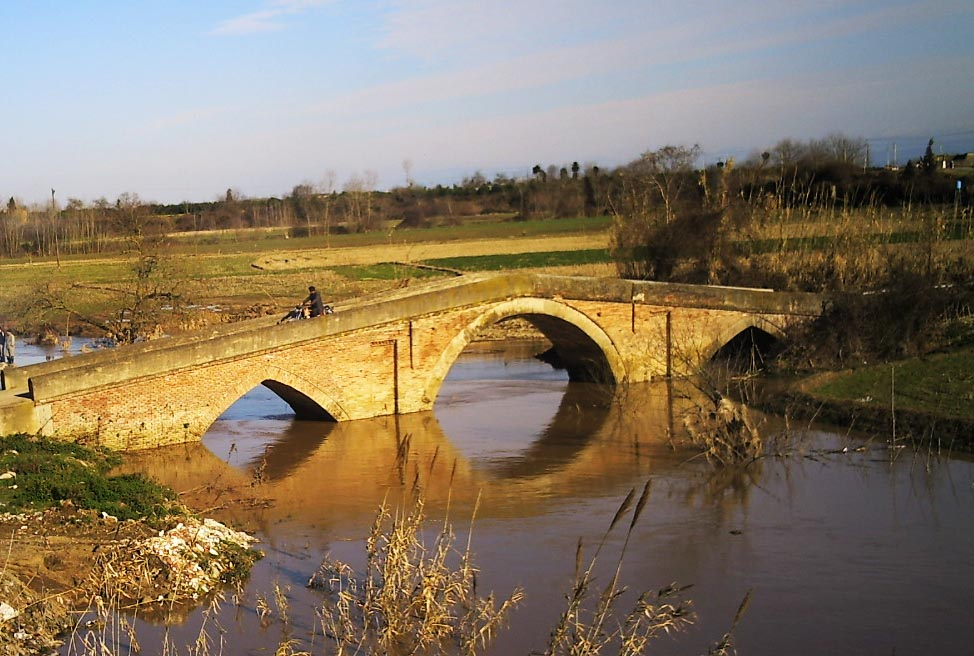
خشت‌پل (جمعه بازار) بر روی سیاهرود

### جمعه بازار
جمعه بازار، بازاری تاریخی در جویبار است که به صورت هفتگی هر جمعه برپا می‌شود. این بازار در سراجکلا، نزدیکی سیاهرود و در کنار پل خشتی این شهر قرار دارد.

### پل جمعه بازار (خشت پل) جویبار
پل خشتی جمعه بازار که به خشت پل نیز معروف است در دوران قاجار ساخته شده‌است در فاصله پنج کیلومتری جویبار و بر روی رودخانه سیاهرود قرار دارد. طول دهنه این پل ۲۰ متر و عرض آن ۷٫۵ متر می‌باشد. این پل دارای ۵ طاق جناقی است و پایه‌های آن در جهت مخالف جریان آب دارای موج شکن مثلثی شکل می‌باشد. در حال حاضر پل دیگری در کنار این پل در دست احداث می‌باشد.

### سیکاپل
پل تاریخی سیکاپل که به پل درویش محمدشاه نیز معروف است در روستای درویش محمدشاه و نزدیکی شهر جویبار و بر روی سیاهرود قرار دارد. این پل در دوره قاجار ساخته شده و احتمال می‌رود بیشتر از ۲۰۰ سال از ساخت آن گذشته باشد. مقبره امامزاده درویش محمد شاه که گفته می‌شود از نوادگان علی بن حسین از امامان شیعه می‌باشد در فاصله ۳۰۰ متری این پل قرار دارد. این پل با شماره ۲۱۹۹۳ در فهرست آثار ملی کشور ثبت گردیده‌است.

### پل ازان
پل ازان که در زمان قاجاریه ساخته شده‌است شش چشمه طاق دارد و ارتفاع بلندترین آن‌ها از سطح آب شش متر است. این پل در روستای ازان قرار دارد. این پل در سال ۱۳۷۹ در فهرست آثار ملی به ثبت رسید.

### تکیه کردکلا
این تکیه در سال ۱۲۸۰ هجری قمری ساخته شده و در ۲۸ کیلومتری شمال غربی جویبار واقع شده‌است. این بنا دارای نمایی آجری و سقفی پوشیده از سفال است و دارای یک ایوان و شش ستون چوبی است که در ایوان آن کتیبه‌ها و نقاشی‌هایی از صحنه‌های جنگ، شکار حیوانات و مراسم مذهبی به چشم می‌خورد.

### تکیه و سقاطالار بیزکی
این تکیه مربوط به دوره قاجار است و در شهرستان جویبار، روستای بیزکی واقع شده و این اثر در تاریخ ۲۶ اسفند ۱۳۸۶ با شمارهٔ ثبت ۲۱۹۹۶ به‌عنوان یکی از آثار ملی ایران به ثبت رسیده‌است.[۱]
تکیه بیزکی (سقاخانه بیزکی) در حدود ۱۷۰ سال پیش ساخته شده که نماهای بسیار زیباست

### تپه‌های باستانی
در شهرستان جویبار تعداد زیادی تپه باستانی وجود دارد که از بین آن‌ها می‌توان به تپه اسماعیل‌کلا بزرگ، تپه جن‌کتی، تپه حیدرآباد، تپه دونچال، تپه دین‌بن، تپه دین‌چفت‌سر، تپه دین‌لاریمی، تپه شورکا و تپه فوتم‌سنگ‌پل اشاره نمود.

### دیگر مراکز مذهبی
- مقبره امامزاده شاه‌رضا در روستای شاهرضامحله[۲۹]
- مقبره سید زین‌العابدین در روستای سید زین العابدین[۲۹]
- مقبره امامزاده قاسم در روستای اسماعیل کلا بزرگ[۲۹]
- مقبره امامزاده محمود در روستای امامزاده محمود[۲۹]
- مقبره امامزاده حسن‌رضا در در جاده ارتباطی جویبار به قائم‌شهر[۲۹]
- مقبره امامزاده صادق‌رضا در روستای کردکلا[۲۹]
- سقا نفار حیدر آباد جاده جویبار به سمت دریا
- سقا نفار روستای بیزکی[۲۹]
- «امامزاده هفت تن روستای پطرود»
- مقبره امامزاده حمزه در روستای{زیار محلهٔ مشکاباد}
- مقبره امامزاده صادق رضا در روستای پهناب محله
- سقاخانه نفار روستای انارمرز (منطقه گیل خواران).
- مقبره امام زاده سید رضا روستای انارمرز (منطقه گیل خواران)
- مقبره امامزاده عبدالله روستای گل محله (گیل خواران)
- سقا تالار حضرت ابوالفضل روستای شیب آبندان[۳۰] (بخش حسن رضا)[۳۱]

## محصولات

نقشه شهرستان جویبار به همراه روستاهای آن

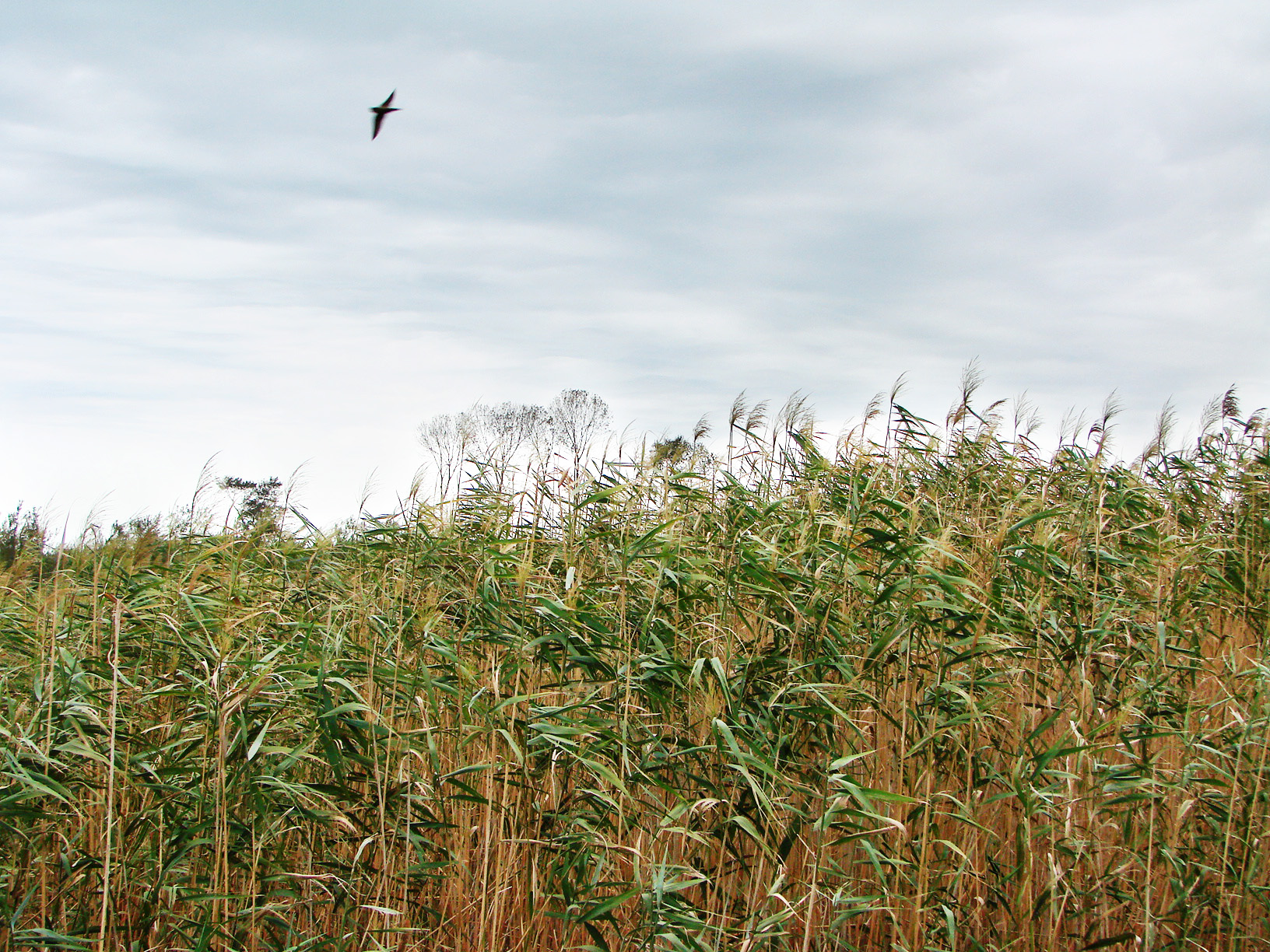
نی‌زاری در جویبار

### کشاورزی
سطح زیر کشت برنج در این شهرستان ۱۰٫۰۰۰ هکتار می‌باشد.۱۵۰ هکتار از اراضی جویبار زیر کشت کلزا است.
در حدود ۹ هکتار فضای گلخانه‌ای در شهرستان جویبار ایجاد شده‌است که در آن سالانه ۱۲ تا ۱۵ هزار شاخه گل استرلیزا و یک میلیون شاخه بریده گل نرگس تولید می‌شود.

### صیادی
سالانه بیش از هزار تن انواع ماهی از آب‌بندان‌ها و همچنین ساحل دریای خزر در شهرستان جویبار صید می‌شود که از طریق ۵ تعاونی با سود سالانه ۴۵ میلیارد ریال توزیع می‌شود. ۵۲۵ نفر در این تعاونی‌ها مشغول به کار هستند.

## آب‌بندان‌ها
در حدود ۴۷ قطعه آب‌بندان با بیش از ۲٫۳۲۳ هکتار وسعت در جویبار وجود دارد که یکی از مهم‌ترین منابع ذخیره آب در فصول بارندگی برای کشت برنج و همچنین پرورش ماهیان گرم آبی می‌باشد. ظرفیت این آب‌بندان‌ها در حدود ۷۳٫۹۶۰٫۰۰۰ متر مکعب می‌باشد. روستاهای گل محله، لاریم، انارمرز، گلیرد، پهناب محله، زرین‌کلا، میستان، شهنه‌کلا و اسماعیل‌کلا بزرگ در بین روستاهای این شهر بیشترین مقدار آب‌بندان را به خود اختصاص داده‌اند.